# Genbaku no Ko
Genbaku no Ko (原爆の子, lit. "Crianças da Bomba Atômica") (bra: Filhos de Hiroshima) é um filme de drama japonês de 1952 dirigido por Kaneto Shindō.

## Sinopse
Takako Ishikawa trabalha como professora em uma ilha no Mar Interior de Seto, na costa de uma Hiroshima do pós-guerra. Durante as férias de verão, ela pega uma balsa rumo a sua cidade natal, Hiroshima, para visitar os túmulos de seus pais e de sua irmã mais nova, que foram mortos no bombardeio atômico da cidade. Ela vê um mendigo e o reconhece como Iwakichi, um ex-servo de seus pais, agora com o rosto queimado e parcialmente cego. Ela o segue até seu pequeno barraco, onde ele é cuidado por uma mulher que mora ao lado, nisso, Takako pergunta sobre sua família. Com a morte da esposa, do filho e da nora, o único parente ainda vivo de Iwakichi é Tarō, seu neto, que mora em um orfanato nas redondezas. Takako visita o orfanato e descobre que as crianças mal têm o que comer. Ela se oferece para levar Iwakichi e seu neto de volta com ela, mas Iwakichi recusa, fugindo.
Takako visita Natsue Morikawa, ex-colega do jardim de infância onde lecionava, que agora atua como parteira. Natsue ficou estéril como consequência da bomba e está planejando, junto do marido, de adotar uma das inúmeras crianças órfãs na região. Natsue e Takako visitam o antigo jardim de infância, que agora está destruído, e Takako decide visitar os ex-alunos do infantário.
O pai do primeiro aluno que ela visita, Sanpei, adoeceu repentinamente devido a uma doença relacionada à exposição a radiação e morre minutos antes de ela chegar ao local. Outra estudante está acometido por uma doença terminal e morrendo em uma igreja, onde muitas pessoas feridas pelas bombas se reúnem.
Depois de passar a noite na casa de Natsue, ela vai visitar, Heita, um de seus outros estudantes. Sua irmã, que está com uma perna machucada, está prestes a se casar e Takako é convidada a jantar com ela. Ela conversa com o irmão mais velho de Heita, Kōji, sobre as pessoas que morreram ou se feriram durante a guerra.
Ela retorna a onde Iwakichi mora e pede novamente para deixá-la levar Tarō de volta para a ilha onde ela leciona. Ele recusa de início, mas depois seu vizinho o convence a deixar Takako cuidar de Tarō. No entanto, Tarō ainda se recusa a abandonar seu avô. Na última noite antes da partida de Takako, Iwakichi convida Tarō para uma última refeição, dá-lhe os sapatos novos que comprou ao menino e o envia para Takako, acompanhado de uma carta. Logo depois, ele incendeia sua casa. Ele sobrevive ao incêndio, mas fica gravemente queimado e acaba não resistindo. No final, Tarō deixa Hiroshima para trás junto com Takako, carregando as cinzas de seu avô.

## Elenco
- O ator Osamu Takizawa e o ator mirim Takashi Itō, como, respectivamente, avô e netoOs atores Jukichi Uno (esquerda) e Tomoko Naraka fazem papéis de irmãosOs atores Nobuko Otawa (esquerda), Tsutomu Shimomoto (centro) e Miwa Saito. O casal Morikawa (Shimomoto e Saito) hospeda Takako durante sua estadia em HiroshimaNobuko Otawa (primeiro plano) visita o pai de um aluno que acaba por falecer minutos antes Nobuko Otowa como Takako Ishikawa
- Osamu Takizawa como Iwakichi
- Miwa Saito como Natsue Morikawa
- Tsuneko Yamanaka como uma criança
- Hideji Ōtaki como vizinho de Sanpei
- Takashi Ito como Taro
- Chikako Hosokawa como Setsu, mãe de Takako
- Masao Shimizu como Toshiaki, pai de Takako
- Yuriko Hanabusa como Oine
- Tanie Kitabayashi como Otoyo
- Tsutomu Shimomoto como marido de Natsue
- Eijiro Tono
- Taiji Tonoyama como capitão do navio
- Jūkichi Uno como Kōji, irmão mais velho de Heita
- Tomoko Naraoka como Sakie, irmã mais velha de Heita[2]

## Produção
O filme foi encomendado pelo Sindicato dos Professores do Japão e foi baseado nos testemunhos recolhidos, em primeira mão, pelo educador japonês Arata Osada, reunidos em seu livro de 1951, Children of the Atomic Bomb. O fim da ocupação do Japão no pós-guerra pelas forças americanas permitiu a produção de obras abordando os bombardeios atômicos nas cidades de Hiroshima e Nagasaki.

## Lançamento
Genbaku no Ko foi exibido no Festival de Cinema de Cannes de 1953.

## Recepção
O filme fez sucesso no Japão em sua estreia, mas o Sindicato dos Professores do Japão, que encomendou o filme, criticou sua visão "externa" da devastação física e pessoal do bombardeio e, especialmente, a falta de críticas políticas e sociais mais claras, concentrando-se em vez disso, nas histórias de alguns indivíduos afetados pelos bombardeios. Consequentemente, o sindicato encomendou outro filme, Hiroshima (lançado em 1953), do diretor Hideo Sekigawa, que era muito mais realista na sua representação das consequências do bombardeamento e muito mais crítico em relação a postura dos líderes americanos e japoneses, que resultaram no imenso desastre.
Em 1959, Donald Richie, historiador americano de cinema, percebeu e descreveu uma grande fraqueza no filme, seu "acoplamento do naturalismo mais realista com o sentimentalismo verdadeiramente excessivo", mas enfatizou que "ele mostrava as consequências da bomba sem qualquer polêmica perversa".
Em 2011, Genbaku no Ko estreou nos Estados Unidos e recebeu críticas positivas. Em uma resenha do filme, onde também é comentado sobre o papel do longa na carreira de Kaneto Shindō, o crítico A. O. Scott, do The New York Times, comenta: "O Sr. Shindo combina austeridade e sensualidade com um efeito emocionante, às vezes hipnotizante. A beleza das composições em Genbaku no Ko — a clareza do foco, o equilíbrio gracioso dentro dos quadros — proporciona algum alívio da severidade de seu tema [...] Ele contempla a experiência do Japão durante a guerra com pesar, em vez de indignação".
J. Hoberman, do jornal The Village Voice, chamou-o de "um melodrama sombrio" que carece de sutileza, mas tem "a capacidade de ferir". Alexander Jacoby, estudioso de cinema, resumiu: "continua sendo um dos filmes mais comoventes de Shindo e um testemunho do espírito anti-guerra que se enraizou no Japão após sua derrota".
No Metacritic, o filme detém uma classificação média de 86/100.

## Temas e análises
O filme relembra o bombardeamento em Hiroshima e as tragédias subsequentes, que as forças dos EUA censuraram durante sua ocupação do Japão, que estava terminando de se fixar no país meses antes do lançamento do filme. O filme homenageia o povo hibakusha e destaca como eles foram condenados ao ostracismo na sociedade japonesa, negando-os trabalho devido aos ferimentos visíveis causados pelas bombas e a radiação. No entanto, o filme também promove o sentimento de vitimização do Japão através da tragédia dos ataques nucleares. Deixa de fora as lutas de outros países asiáticos durante a guerra e como o Japão também foi um vitimizador. Falta um contexto mais amplo do Japão durante a guerra no filme, pois retrata o Japão como um lugar pacífico e próspero antes das bombas. O filme mostra a vitimização do Japão em flashbacks do atentado, onde crianças choram sobre os corpos de suas mães mortas, representando um vínculo de vida rompido. A ênfase do filme na destruição que se seguiu ao bombardeio ressoa com as mensagens anti-guerra e pró-democracia de vários grupos de interesse social, incluindo o Sindicato dos Professores do Japão, que encomendou o produção.

## Legado
Genbaku no Ko foi exibido em uma retrospectiva de 2012 na Shindō e Kōzaburō Yoshimura em Londres, organizada pelo British Film Institute e pela Japan Foundation.